# La Croix-sur-Gartempe
La Croix-sur-Gartempe – miejscowość i gmina we Francji, w regionie Nowa Akwitania, w departamencie Haute-Vienne.
Według danych na rok 1990 gminę zamieszkiwały 204 osoby, a gęstość zaludnienia wynosiła 16 osób/km² (wśród 747 gmin Limousin La Croix-sur-Gartempe plasuje się na 427. miejscu pod względem liczby ludności, natomiast pod względem powierzchni na miejscu 501.).

## Populacja

Populacja La Croix-sur-Gartempe w latach 1962–2008